# Júlia Ojeda i Caba
Júlia Ojeda i Caba   (Granollers, 8 de març de 1994) és una investigadora i crítica literària catalana. El seu àmbit de recerca són els imaginaris de la precarietat en el context post-crisi dins de la narrativa catalana contemporània. Ha estat membre del jurat del Premi Òmnium a la millor novel·la de l'any 2021 i és membre del consell de redacció de les revistes Caràcters i Catarsi Magazín. És coautora, amb Anna Punsoda i Marta Roqueta, del «Manifest per un nacionalisme feminista», publicat el 8 de març del 2023 simultàniament per prop d'una desena de mitjans de comunicació dels Països Catalans. El 2024, es va presentar a les eleccions al Parlament de Catalunya com a número 8 del partit Alhora, de recent creació, a la circumscripció de Barcelona.